# Yanowsky Reyes
Yanowsky Yohan Reyes Jiménez (Barquisimeto, Estado Lara, Venezuela; 15 de mayo de 1995) es un futbolista venezolano que juega como delantero en el Zamora Fútbol Club de la Primera División de Venezuela.

## Trayectoria

### Categorías Inferiores
Luego de haber sido campeón con Internacional F.C en un torneo sub-15 empezó a ser seguido por algunos equipos brasileños y el Caracas FC de su país, finalmente este último fue el que tomó sus servicios por un corto tiempo hasta que el club decidió salir de algunos juveniles y Llaneros de Guanare optó por los servicios del joven delantero en 2012.

### Llaneros de Guanare

#### Temporada 2012/2013
Su llegada al equipo y su primera temporada fue regular, terminó disputando 6 partidos en los que obtuvo una victoria, 3 empates y dos derrotas, sin ninguna anotación ni asistencia.

#### Temporada 2013/2014
En esta temporada, consiguió más partidos saliendo muchas veces de titular y marcando goles importantes para el conjunto verdiazul que terminó en la posición 14 de la tabla acumulada y Yanowsky con 6 goles en su cuenta que los mantendría en la máxima categoría del fútbol venezolano.

#### Temporada 2014/2015
Anotó doblete al Zamora Fútbol Club el 12 de abril en una maravillosa victoria por 5-0.

#### Monagas Sport Club
Participó el 27 de febrero de 2018, en el encuentro ante el Cerro Porteño de Paraguay en la primera fase de la Copa Libertadores 2018, donde el Monagas SC fue derrotado 2 a 0.

## Selección nacional
| Categoría | Año  | Partidos | Goles |
| --------- | ---- | -------- | ----- |
| Juveniles | 2014 | 17       | 4     |

### Participaciones internacionales
| Competición                              | Sede    | Resultado        | PJ | Goles |
| ---------------------------------------- | ------- | ---------------- | -- | ----- |
| J. Centroamericanos y del Caribe de 2014 | México  | Medalla de plata | 4  | 0     |
| Sudamericano Sub-20 de 2015              | Uruguay | Primera fase     | 3  | 0     |

## Clubes
| Club                       | País      | Año         | Partidos | Goles |
| -------------------------- | --------- | ----------- | -------- | ----- |
| Caracas Fútbol Club        | Venezuela | 2011 - 2012 | 1        | 1     |
| Llaneros de Guanare F.C    | Venezuela | 2012 -2016  | 54       | 9     |
| Tiburones Rojos (préstamo) | México    | 2015        | 0        | 0     |
| Albinegros de Orizaba      | México    | 2016 - 2017 | 0        | 0     |
| Tiburones Rojos            | México    | 2017 - 2018 | 0        | 0     |
| Monagas SC                 | Venezuela | 2018 - 2020 | 59       | 11    |
| Zulia FC                   | Venezuela | 2020 -      | 3        | 3     |